# Rietzwenkgras
Rietzwenkgras (Schedonorus arundinaceus) is een plantensoort uit de grassenfamilie (Poaceae).

## Determinatie
Rietzwenkgras is een vaste, kruidachtige plant die dichte pollen of zelfs horsten vormt. De plant bereikt een hoogte van 60–150 cm. Het meestal ruwe blad van vegetatieve spruiten is in het begin ingerold en wordt tot meer dan 50 cm lang en tot 12 mm breed. Onderaan de bladschede zitten 0,8 mm grote, min of meer gewimperde oortjes en een tot 2 mm lang tongetje. De oude bladscheden verweren niet tot vezels. Rietzwenkgras bloeit in mei met een meestal grote, uitgespreide, min of meer overhangende pluimvormige bloeiwijze. De onderste knoop van de bloeiwijze heeft twee of drie takken met vier of meer aartjes. De 11–17 mm lange aartjes hebben drie tot zeven bloempjes met ongelijke kelkkafjes. Het langste kelkkafje is ongeveer 5 mm en het kortste 3,5 mm lang. Het onderste kroonkafje (lemma) is ongeveer 6–9 mm lang en heeft geen of een tot 4 mm lange kafnaald. Het bovenste kroonkafje is ongeveer 8 mm lang. De meeldraad heeft bleekgele, 3–4 mm lange helmhokjes. De vrucht is een graanvrucht. Het aantal chromosomen is 2n = 42 (hexaploïd).

### Gelijkende taxa
Rietzwenkgras lijkt veel op beemdlangbloem, maar bij beemdlangbloem zijn de oortjes aan de voet van de bladschijf kaal. 

## Ecologie
Rietzwenkgras komt vooral voor in natte weiden, bij voorkeur op zeeklei. Verder aan slootkanten, dijken en langs rivieren. Korte inundatieperioden worden in de winter goed verdragen.

## Verspreiding
Het natuurlijke verspreidingsgebied van rietzwenkgras strekt zich uit over Europa, Noord-Afrika en Centraal- en Noord-Azië en is van daaruit verder over de wereld verspreid.

## Cultivatie
Rietzwenkgras wordt veel ingezaaid en gebruikt als voedergewas. Voor de inzaai wordt 5–7 kg zaaizaad per hectare gebruikt. Er bestaan fijn- en grofbladige rassen. De fijnbladige rassen worden door het vee vaak beter gevreten. Voor de zaadwinning kan de graanvrucht rond half juli geoogst worden.

## Mycotoxine
Rietzwenkgras kan besmet zijn met de schimmel Acremonium coenophalium, die in symbiose met de plant leeft. De schimmel scheidt mycotoxines uit die tot vergiftiging van het vee kan leiden. De schimmel gaat alleen over via het zaad. Als het zaad langer dan twee jaar bewaard wordt gaat de schimmel echter dood en is het zaad schimmelvrij.

## Fotogalerij

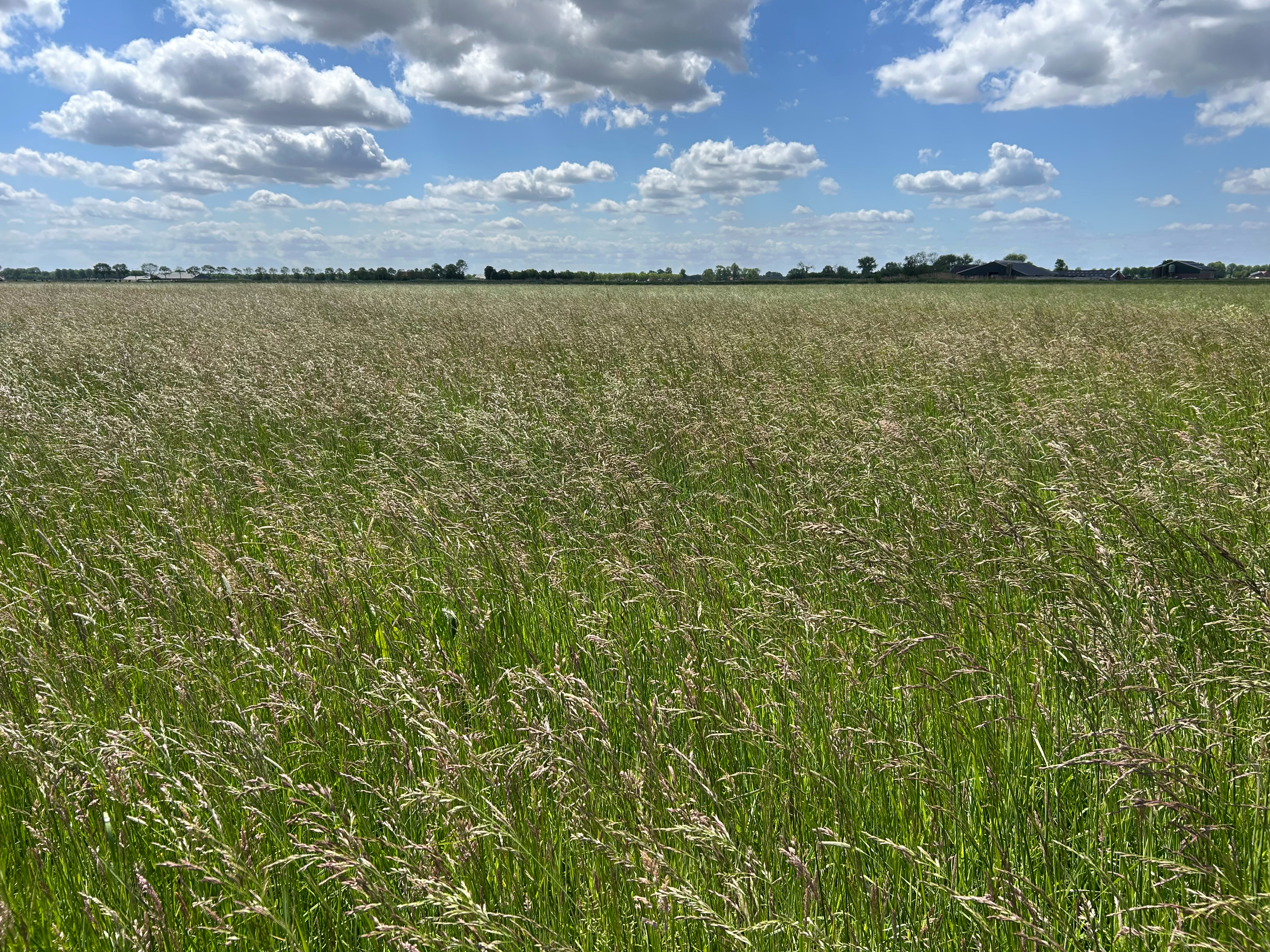
Zeer soortenarm grasland gedomineerd door rietzwenkgras
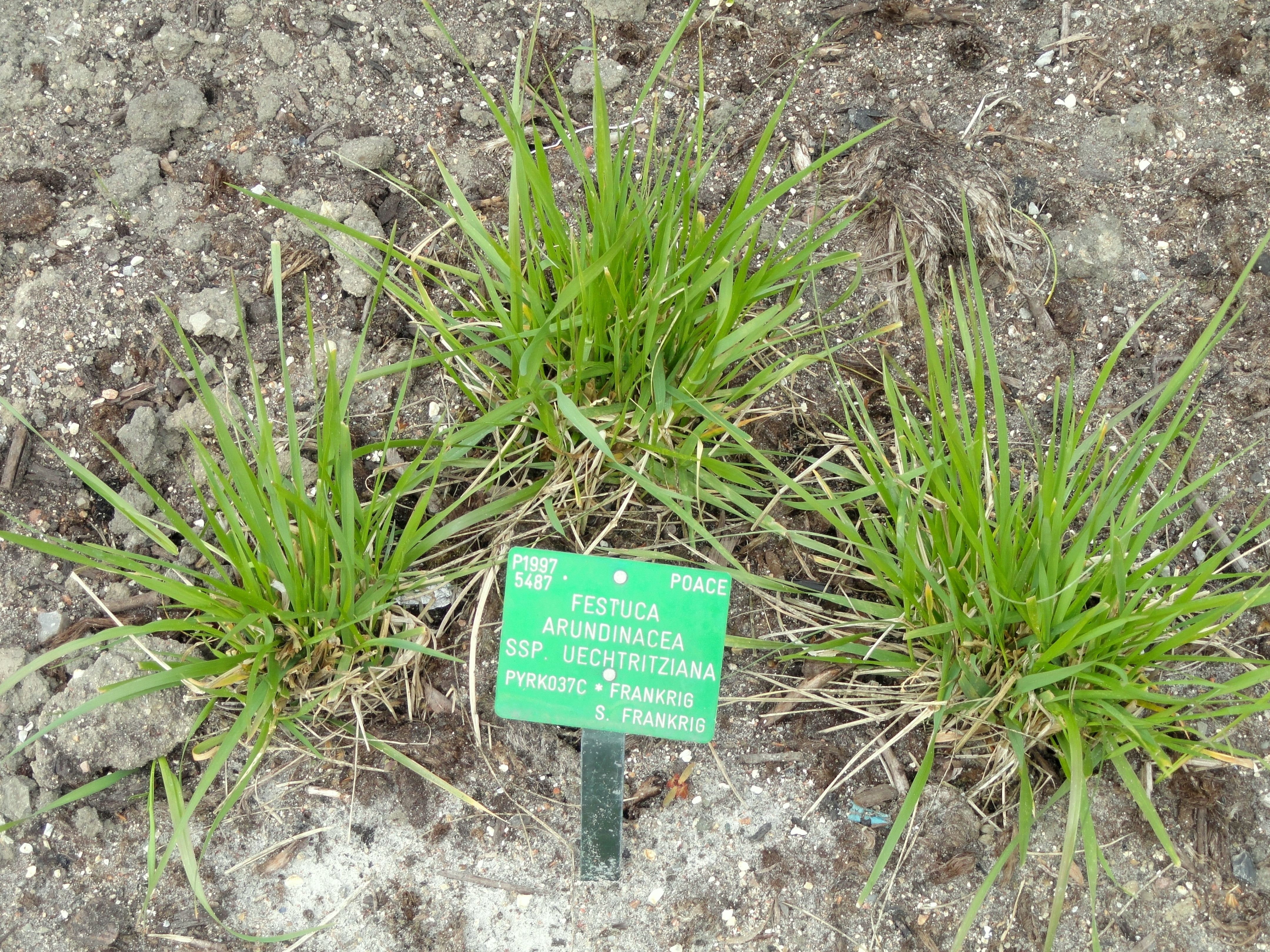
Pollenvormend rietzwenkgras
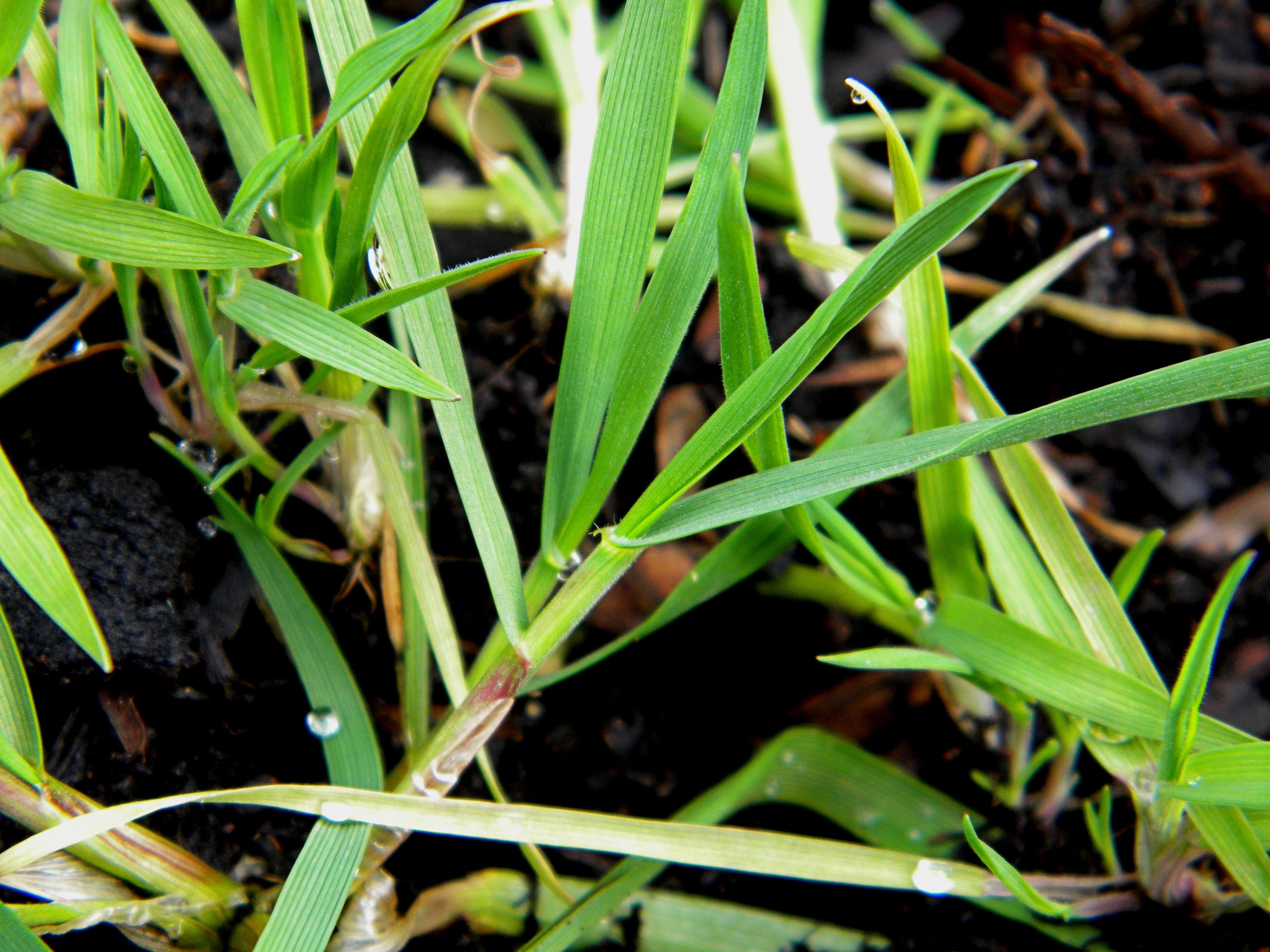
Spruit met opgerold blad
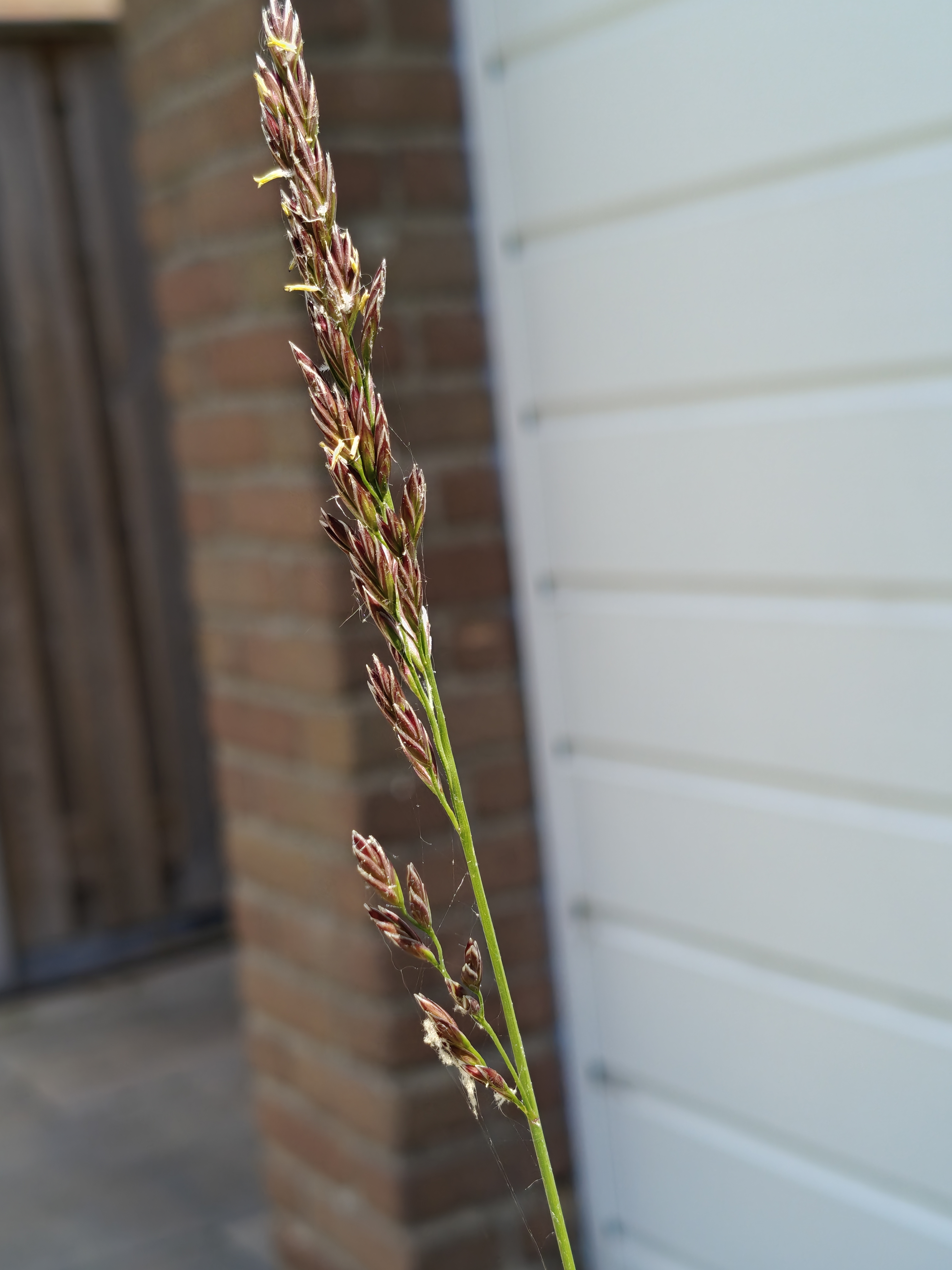
Rietzwenkgras in bloei (gazontype)